# Mar do Japão
(ja) 日本海
(ko) 동해
(en) Sea of Japan
(en) East Sea
(en) Japan Sea
(fr) Mer du Japon
Mar do Japão e região.
O mar do Japão é um mar marginal a oeste do oceano Pacífico, entre a Ásia continental e o arquipélago japonês e a Sacalina. Ele banha o Japão, Coreia do Norte, Rússia e Coreia do Sul. Assim como o mar Mediterrâneo, ele quase não tem ondas devido ao seu isolamento quase completo do oceano Pacífico. Este isolamento também se reflete na fauna e na salinidade da água, que é menor que no oceano. Ele não possui grandes ilhas, baías ou cabos. Seu volume de água é determinado principalmente pelo fluxo nos estreitos que o conectam aos mares vizinhos e ao oceano Pacífico. Poucos rios deságuam no mar do Japão e sua contribuição total para a troca de água é de 1%.
A sua água é caracterizada pela concentração elevada de oxigênio dissolvido que resulta em uma alta produtividade biológica. Portanto, a pesca é a atividade econômica dominante na região. A intensidade do transporte marítimo no mar do Japão tem sido moderada devido a questões políticas, mas está aumentando gradativamente como resultado do crescimento das economias do leste asiático. Uma controvérsia existe sobre o nome do mar, com a Coreia do Sul defendendo a adoção do nome Mar do Leste (em coreano:  동해 Donghae).

## Extensão
A Organização Hidrográfica Internacional define os limites do mar do Japão como se segue:
A sudoeste: O limite setentrional do mar da China Oriental de Nomo Saki (32°35'N), em Kyushu, até o ponto sul de Fukuejima (Goto Retto) e desta ilha até Ose Saki (Cabo Goto) e Hunan Kan, o ponto sul de Saisyu To, desta ilha até o extremo ocidental e então juntamente com o paralelo 33°17' Norte até a Ásia continental e o limite ocidental do mar Interior de Seto [definido como "O limite meridional do mar do Japão"].
A sudeste: estreito de Kanmon. Uma linha que corre de Nagoya Saki (130°49'E), em Kyushu, passa pelas ilhas de Uma Shima e Muture Shima (33°58',5N), até Murasaki Hana (34°01'N) em Honshu.
A leste: Tsugaru Kaikyō. Da extremidade de Siriya Saki (141°28'E) à extremidade de Esan Saki (41°48'N).
A nordeste: estreito de La Pérouse (Soya Kaikyo). Uma linha juntando Soni Misaki e Nishi Notoro Misaki (45°55'N).
A norte: Do Cabo Tuik (51°45'N) ao cabo Sushcheva.

## Geografia e geologia

Mar do Japão durante o Plioceno

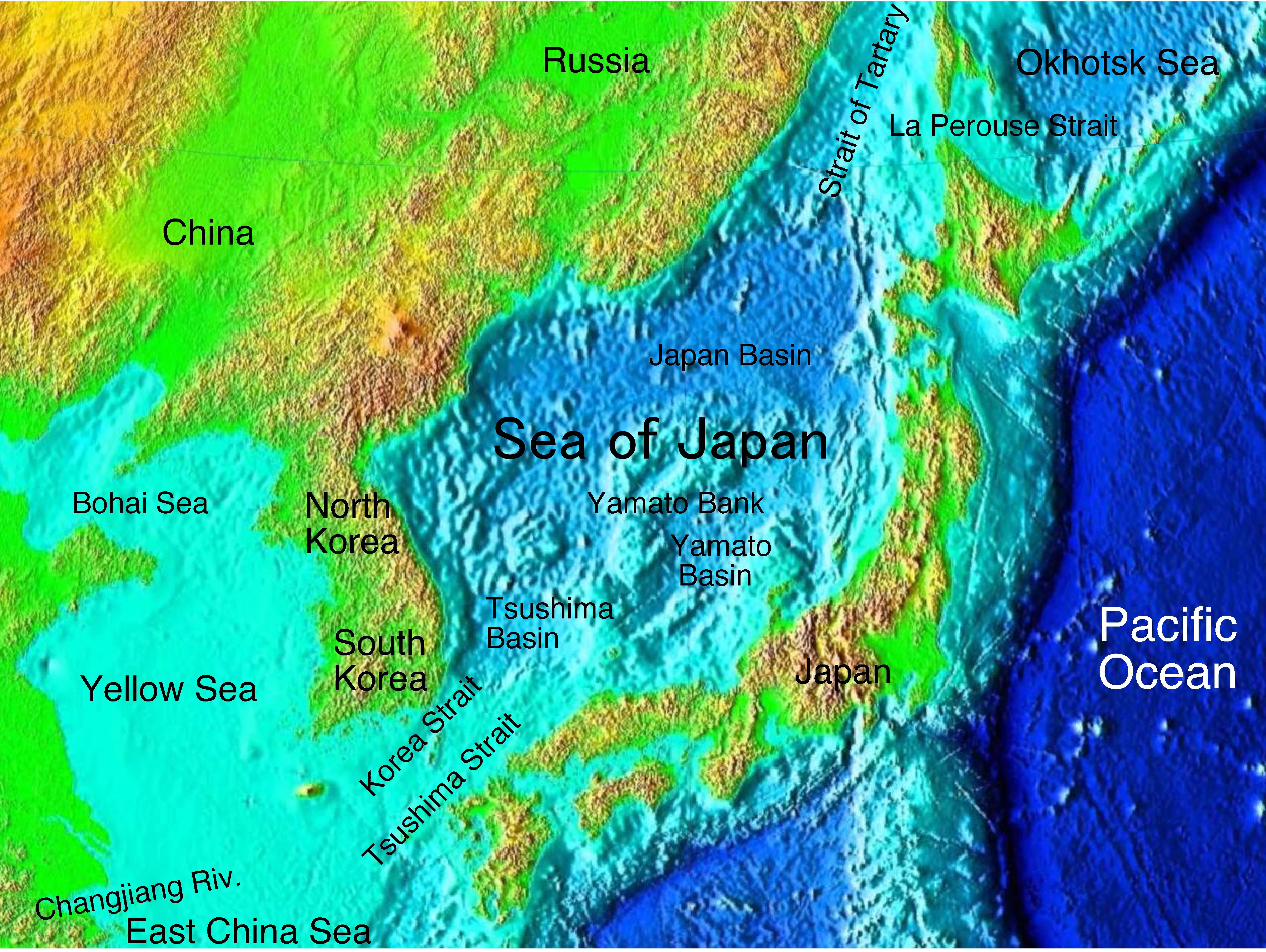
Relevo do mar do Japão e áreas próximas

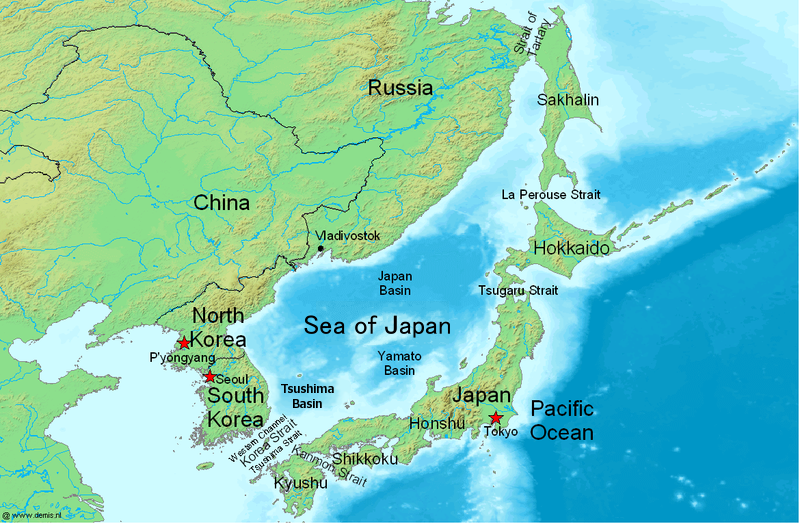
Países banhados pelo mar do Japão

O mar do Japão não tinha acesso ao oceano, quando a ponte terrestre do leste asiático (Beríngia) existia. O início da formação do Arco do Japão foi no início do Mioceno. Este período também corresponde à abertura incipiente do mar do Japão, com as partes norte e sul do arquipélago japonês sendo separadas uma da outra. Durante o Mioceno, houve a expansão do mar do Japão. A parte norte do arquipélago japonês foi fragmentada mais ainda em períodos posteriores até que a orogênese do nordeste do arquipélago japonês se iniciasse no Mioceno tardio. A parte meridional do arquipélago japonês permaneceu como uma massa de terra relativamente grande. A área expandiu para o norte no Mioceno tardio. A orogênese das cadeias montanhosas no nordeste do Japão iniciou-se no Mioceno tardio e continuou também no Plioceno.
Atualmente, o mar do Japão banha a Rússia continental e a ilha de Sacalina ao norte, a península Coreana a oeste, e as ilhas japonesas de Hokkaido, Honshu e Kyushu a leste e sul. Ele é conectado aos outros mares por cinco estreitos: o estreito da Tartária entre a Ásia continental e a Sacalina, o estreito La Pérouse entre as ilhas de Sacalina e Hokkaido, o estreito de Tsugaru entre as ilhas de Hokkaido e Honshu, os estreitos de Kanmon entre as ilhas de Honshu e Kyushu, e o estreito da Coreia entre a península Coreana e a ilha de Kyushu. O estreito da Coreia é composto do canal Ocidental e do estreito de Tsushima, nos extremos da ilha de Tsushima. Os estreitos foram formados em períodos geológicos recentes. Os mais antigos deles são os estreitos de Tsugaru e Tsushima. Sua formação interrompeu a migração dos elefantes para as ilhas japonesas no final do período Neogeno (cerca de 2,6 milhões de anos atrás). O mais recente é o estreito La Perouse. Sua formação de cerca de 60 mil a 11 mil anos atrás fechou o caminho usado pelos mamutes que tinham anteriormente se movido para o norte de Hokkaido. Todos os estreitos são bastante rasos com uma profundidade mínima da ordem de 100 metros ou menos. Isto dificulta a troca de água, isolando a vida aquática do mar do Japão dos mares vizinhos e dos oceanos.
O mar tem uma área de superfície de cerca de 978 mil km², uma profundidade média de 1 752 metros e uma profundidade máxima de 3 742 metros. Ele possui uma forma de cenoura, com o eixo principal indo do sudoeste a nordeste e uma parte meridional ampla estreitando-se em direção ao norte. O comprimento de sua costa é de cerca de 7 600 km com a maior parte (3 240 km) pertencendo à Rússia. O mar se estende de norte a sul por mais de 2 255 km e possui uma largura máxima de cerca de 1 070 km. Ele possui três grandes bacias: a Bacia Yamato, no sudeste, a bacia do Japão, no norte, e a bacia Tsushima (Bacia Ulleung) no sudoeste. A bacia do Japão é de origem oceânica e é a parte mais profunda do mar do Japão, enquanto a bacia de Tsushima é a mais rasa, com profundidades menores de 2 300 metros. Nas costas orientais, as plataformas continentais do mar são amplas, mas nas costas ocidentais, em particular junto à costa coreana, elas são estreitas, com média de cerca de 30 km.

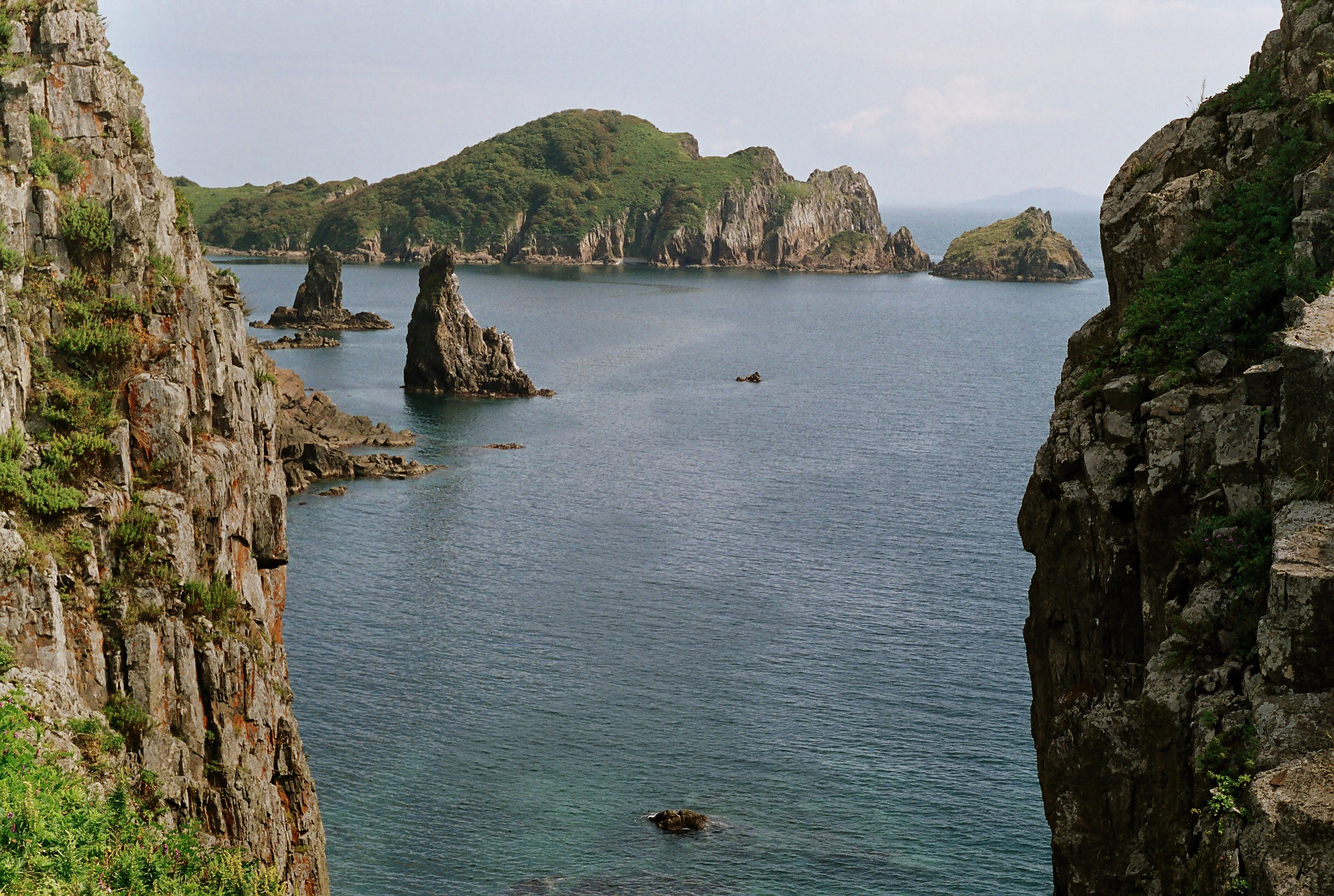
Uma baía na ilha Sibiryakov, 50 km ao sul de Vladivostok

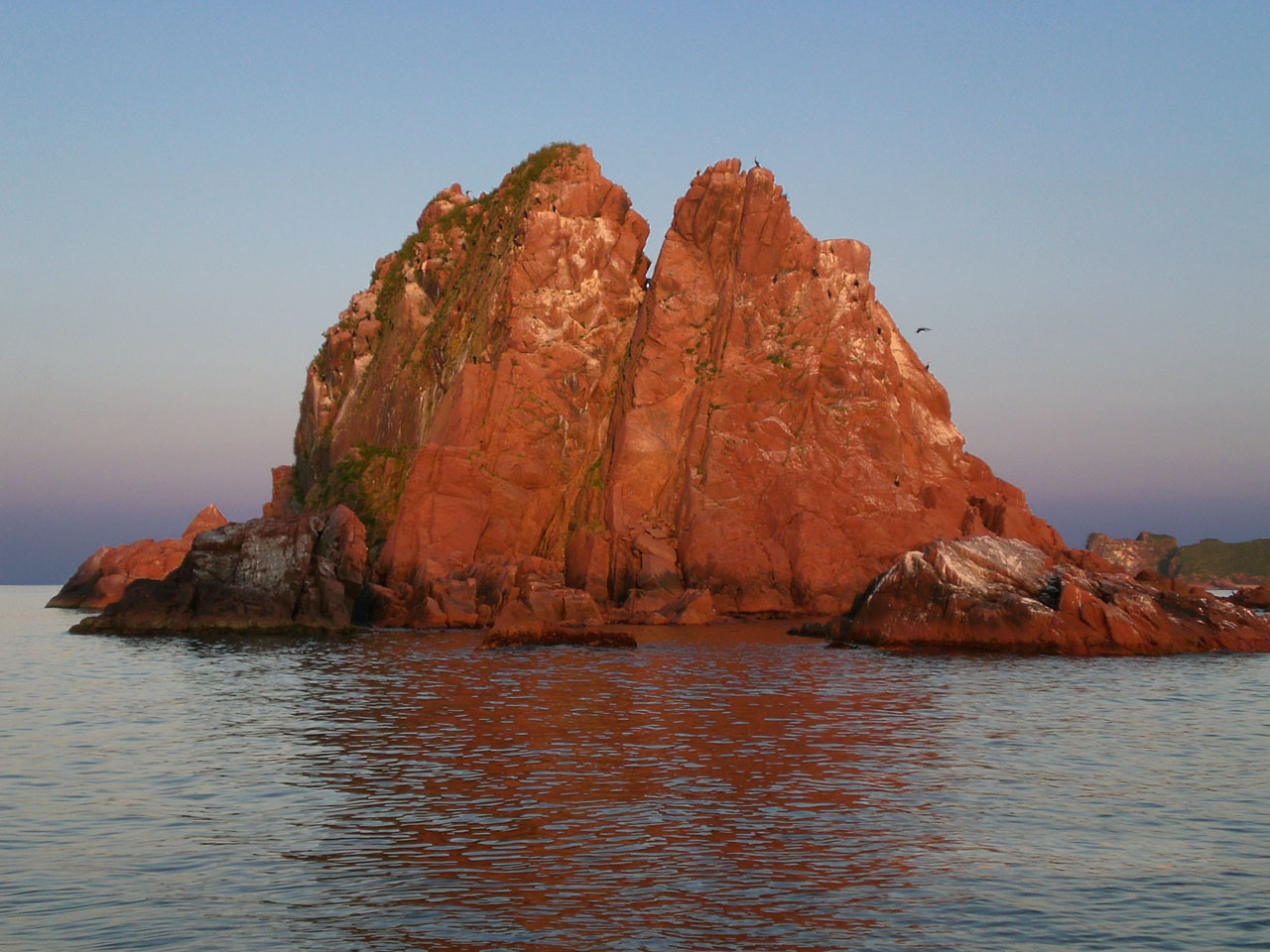
Pôr do Sol nas ilhas Verkhovsky, próximo a Vladivostok

Há três plataformas continentais distintas na parte setentrional (acima de 44°N). Elas formam uma estrutura parecida com uma escada com os degraus levemente inclinados em direção ao sul e submersos a profundidades de 900 a 1 400, 1 700 a 2 000 e 2 300 a 2 600 metros. O último degrau desce bruscamente para profundidades de cerca de 3 500 metros para uma parte central mais profunda do Mar do Japão. O fundo desta parte é relativamente plano, mas possui alguns planaltos. Além disso, uma cordilheira submarina com até 2 300 metros de altura corre de norte a sul no meio da parte central.
A área costal japonesa do mar consiste das cordilheiras de Okujiri, Sado, Wakasa e Oki, além da Margem Hakusan. A Cordilheira de Yamato é de origem continental e é composta de granito, riólito, andesito e basalto. Ela possui um fundo irregular coberto com rochas vulcânicas. A maioria das outras áreas do mar são de origem oceânica. O fundo do mar é de natureza continental e é coberto com uma mistura de lama, areia, cascalho e fragmentos de rochas. As profundidades entre 300 e 800 metros são cobertas com sedimentos hemipelágicos (ou seja, de origem semioceânica). Esses sedimentos são compostos de lama rica em matéria orgânica. Os sedimentos pelágicos de lama vermelha dominam as regiões mais profundas.
Não há ilhas grandes no mar. A maioria das ilhas menores localiza-se próximo à costa oriental, exceto Ulleungdo (Coreia do Sul). As ilhas mais notáveis são Moneron, Rebun, Rishiri, Okushiri, Ōshima, Sado, Okinoshima, Ulleungdo, Askold, Russky e Putyatin. As costas são relativamente retas e carecem de grandes baías ou cabos. As formas das costas são mais simples na Sacalina e mais sinuosas nas ilhas japonesas. As maiores baías são o golfo de Pedro, o Grande, Sovetskaya Gavan, Vladimira, Olga, Posyet na Rússia, baía do Leste da Coreia na Coreia do Norte e Ishikari (Hokkaidō), Toyama e Wakasa (Honshu) no Japão. Os cabos mais famosos são o Lazareva, Peschanyi, Povorotny, Gromova, Pogibi, Tyk, Korsakova, Crillon, Sōya, Nosappu, Tappi, Nyuda, Rebun, Rishiri, Okushiri, Sado e Oki.

## Clima

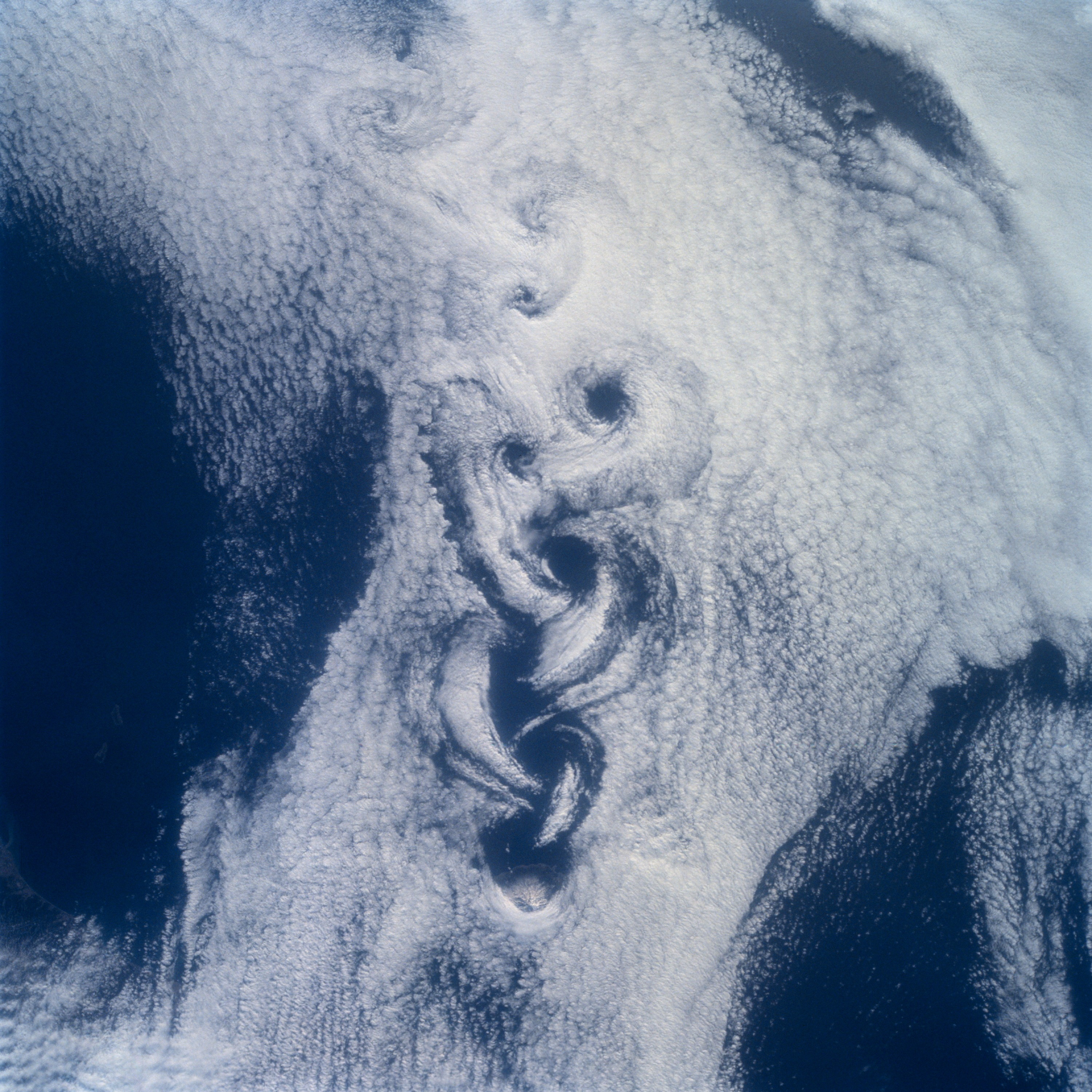
Vórtices de Kármán na costa da Ilha Rishiri

O clima marítimo é caracterizado pelas águas quentes e monções. Esta combinação resulta em uma forte evaporação, que é especialmente alta entre outubro e março, quando os fortes ventos da monção noroeste (12 a 15 metros/segundo ou mais) trazem as massas de ar continentais frias e secas. A evaporação é levada mais para o sul, causando nevascas nas costas ocidentais montanhosas do Japão. Esta monção de inverno traz tufões e tempestades com ondas que alcançam 8 a 10 metros de altura e que corroem as costas ocidentais do Japão. Tsunamis também são vistos no mar. Além disso, a monção aumenta a convecção da água da superfície, até profundidades de 30 metros. Os meses mais frios são janeiro e fevereiro, com uma temperatura média de -20 °C no norte e 5 °C no sul. A parte mais setentrional do mar, em particular a costa siberiana e o Estreito de Tartary, congela por cerca de 4 a 5 meses. A duração e extensão do congelamento variam de ano para ano, com o gelo podendo começar a se formar nas baías em outubro e seus restos permanecendo visíveis até junho. A cobertura de gelo é contínua apenas nas baías e forma algumas manchas que flutuam no mar aberto. O derretimento do gelo na primavera resulta em correntes frias nas áreas setentrionais.
No verão, o vento enfraquece para 2 a 7 m/s e inverte sua direção, soprando o ar quente e úmido do Pacífico Norte para a Ásia continental. O mês mais quente é agosto, com uma temperatura média de 15 °C no norte e 25 °C no sul. A precipitação anual vai de 310-500 mm no norte e oeste até 1 500-2 000 mm no sul e leste.
Um padrão peculiar de nuvens turbulentas, chamado de vórtices de Von Karman, é às vezes observado sobre o mar do Japão. Para aparecer, é necessária uma área estável com nuvens baixas levadas pelo vento sobre um pequeno e alto obstáculo, geralmente formando sobre pequenas ilhas montanhosas. O mar do Japão cumpre essas condições, tendo ventos frequentes e céus nublados, bem como ilhas compactas e altas, como Rishiri (1 721 m), Ulleungdo (984 m) e Ōshima (732 m).

## Hidrologia

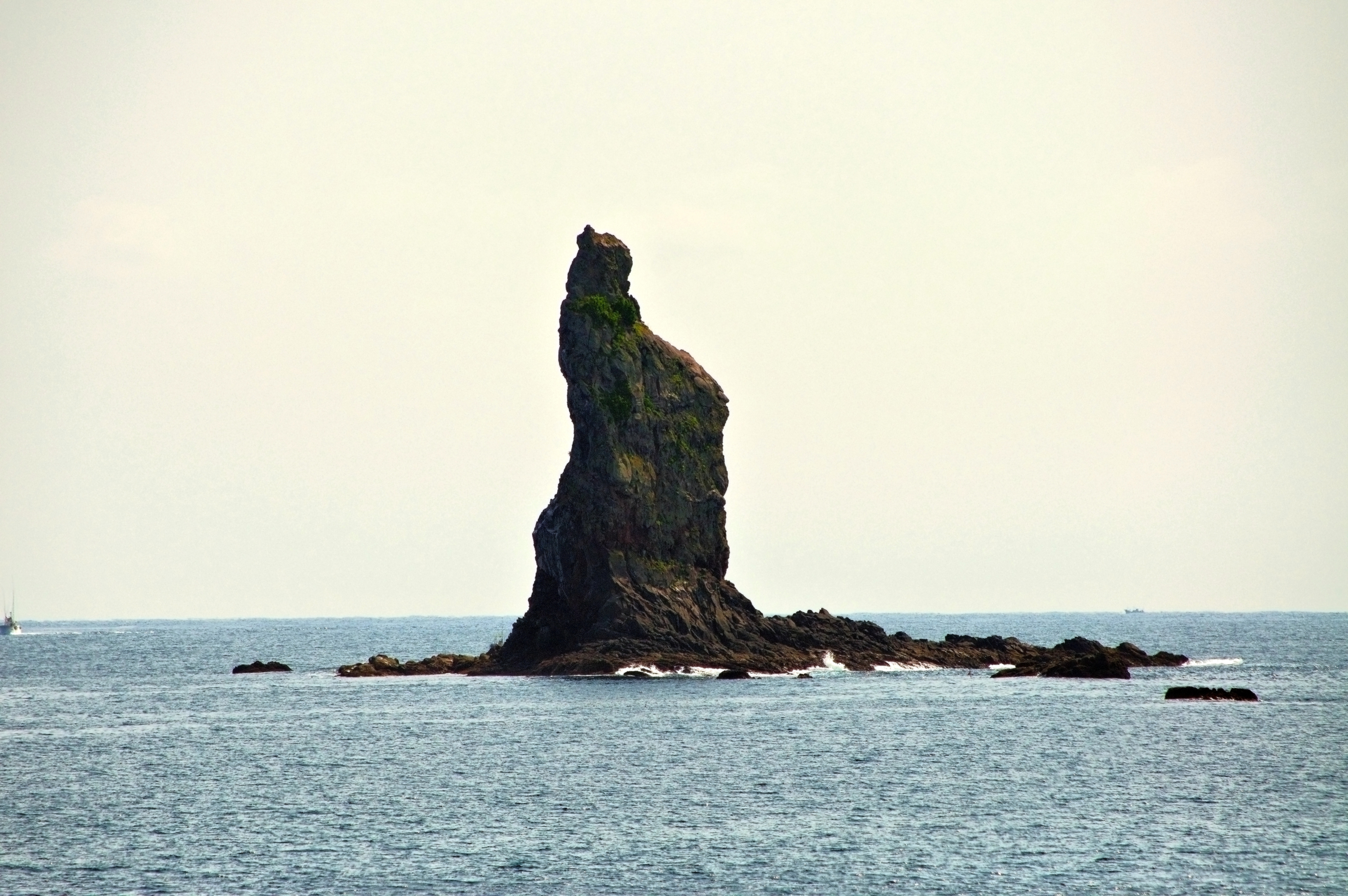
Rocha Tategami

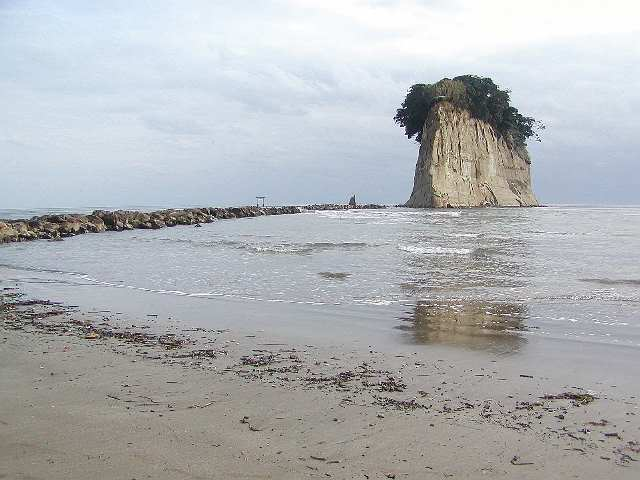
Ilha Mitsukejima

As correntes marinhas circulam na direção anti-horária. A corrente Kuroshio (corrente do Japão), a corrente Tsushima e a corrente Quente do Leste da Coreia trazem águas mais quentes e mais salgadas para o norte. Lá, elas se fundem na corrente Tsugaru e fluem para o oceano Pacífico através do estreito de Tsugaru. Elas também fluem para a corrente de Soya e saem através do estreito La Pérouse para o mar de Okhotsk. O canal de retorno é composto pelas correntes de Liman, Coreia do Norte e mar do Japão Central, que trazem água fresca e gelada ao longo da costa asiática para o sul.
A temperatura da água é afetada principalmente pela troca de calor com a atmosfera na parte setentrional do mar e pelas correntes na parte meridional. As temperaturas no inverno são de 0 °C ou menores no norte e de 10-14 °C no sul. Nesta estação, há uma diferença de temperatura significativa entre as partes ocidental e oriental devido às correntes circulares. Portanto, na latitude do golfo de Pedro, o Grande, a temperatura da água é por volta de 0 °C no oeste e 5-6 °C no leste. Esta diferença entre leste e oeste cai para 1-2 °C no verão e as temperaturas aumentam para 18-20 °C no norte e 25-27 °C no sul.
Como um resultado da natureza compacta e fechada do mar, suas águas formam camadas claramente separadas que podem exibir uma dependência sazonal e espacial. No inverno, a temperatura é quase constante em relação à profundidade na parte setentrional do mar. No entanto, nas regiões centro-meridionais, a temperatura pode ser de 8-10 °C a 100-150 metros, 2-4 °C a 200-250 metros, 1,0-1,5 °C a 400-500 metros e permanecer por volta de 0°C até o fundo. O calor do sol e as monções tropicais aumentam a variação de temperatura na primavera – verão. Portanto, no norte a superfície (até 15 metros) pode se aquecer a 18-20 °C. A temperatura cai para 4 °C a 50 metros, diminui gradativamente para 1 °C a 250 metros e permanece assim até o fundo. Por outro lado, a temperatura no sul diminui gradativamente para 6 °C a 200 metros, depois para 2 °C a 260 metros e para 0,04-0,14 °C a 1 000-1 500 metros, mas depois aumenta para cerca de 0,3 °C próximo ao fundo. Esta camada gelada de cerca de 1 000 metros é formada pelo afundamento da água gelada na parte setentrional do mar no inverno e é levada para o sul pelas correntes marítimas. Ela é bastante estável e observável durante todo o ano.
O isolamento hidrológico do mar do Japão também resulta em uma salinidade média ligeiramente menor (34,09‰, sendo que ‰ significa parte por milhar) em comparação com o oceano Pacífico. No inverno, a maior salinidade, de 34,5‰, é observada no sul, onde a evaporação é dominante em relação à precipitação. Ela é a menor, a 33,8‰, no sudeste e sudoeste devido às chuvas frequentes e permanece em cerca de 34,09‰ na maioria das outras áreas. O descongelamento na primavera reduz a salinidade da água no norte, mas permanece alta a 34,60–34,70‰ no sul, parcialmente devido ao influxo de água salgada pelo estreito da Coreia. Uma variação típica da salinidade no mar no verão é de 31.5‰ a 34.5‰ de norte a sul. A distribuição da salinidade de acordo com a profundidade é relativamente constante. A camada da superfície tende a ser mais fresca nas partes do mar que experimentam o descongelamento e chuvas. A densidade média da água é de 1,0270 g/cm3 no norte e de 1,0255 g/cm3 no sul no inverno. Ela diminui no verão para 1,0253 e 1,0215 g/cm3, respectivamente.

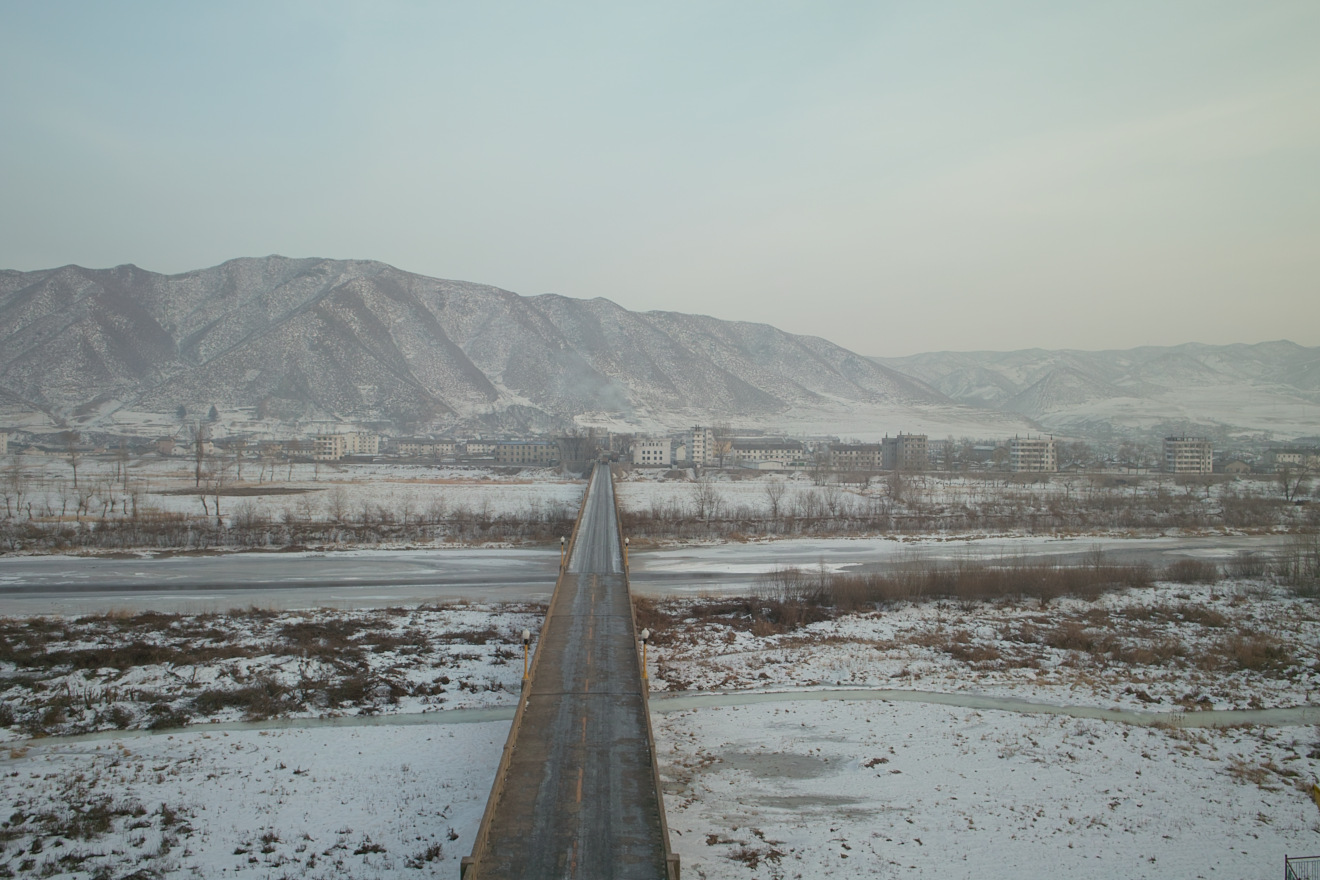
O rio Tumen, na fronteira entre Coreia do Norte e China. A foto foi tirada da cidade de Tumen. A cidade norte-coreana de Namyang está do outro lado da ponte

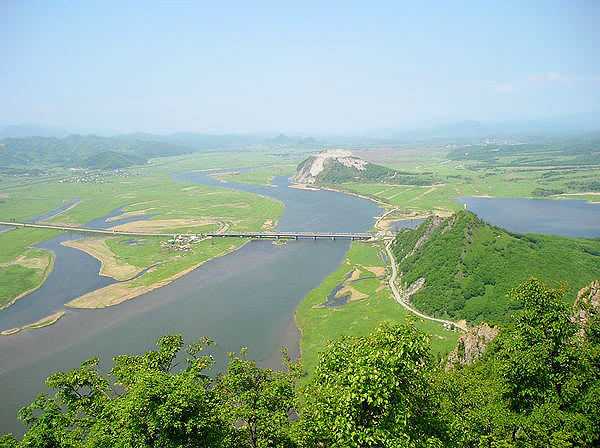
A boca do rio Partizanskaya, próximo a Nakhodka. Vista de Sopka Sestra

Alguns rios deságuam da Ásia continental para o mar do Japão, os maiores sendo o Tumen, Rudnaya, Samarga, Partizanskaya e Tumnin, todos tendo um aspecto montanhoso. Em contraste, vários grandes rios fluem de Honshu e Hokkaido para o mar, incluindo os quatro maiores rios do Japão, Shinano, Ishikari, Agano e Mogami. A vazão anual dos rios no mar é de 210 km3 e é relativamente constante durante o ano, exceto por um pequeno aumento em julho. A maior parte da água (97% ou 52 200 km3) flui para o mar através do estreito da Coreia e deságua pelos estreitos de Tsugaru (64% ou 34 610 km3), La Pérouse (10 380 km3) e da Coreia. A precipitação, evaporação e influxo de rios contribuem com apenas 1% do balanço hídrico. Entre outubro de abril, o fluxo de saída supera o de entrada devido à menor entrada pelo estreito da Coreia. Este balanço inverte-se entre maio e setembro.
O mar possui ondas complexas, que são induzidas pelas ondas do oceano Pacífico que penetram pelo estreito da Coreia e estreito de Tsugaru. As marés são semidiurnas (sobem duas vezes por dia) no estreito da Coreia e na parte setentrional do estreito de Tartary. Elas são diurnas na margem oriental da Coreia, Extremo Oriente Russo e nas ilhas japonesas de Honshu e Hokkaido. Ondas mistas aparecem no golfo de Pedro, o Grande, e no estreito da Coreia. As ondas possuem uma velocidade de 10-25 cm/s no mar aberto. Elas aceleram no estreito da Coreia (40-60 cm/s), estreito La Pérouse (50-100 cm/s) e especialmente no estreito de Tsugaru (100-200 cm/s). A amplitude das ondas é relativamente baixa e varia de acordo com a região. Ela alcança 3 metros no sul próximo ao estreito da Coreia mas cai abruptamente ao norte para 1,5 metros na ponta meridional da Península Coreana e para 0,5 metro nas costas norte-coreanas. As marés baixas também são observadas em Hokkaido, Honshu e sul da Sacalina. A amplitude, no entanto, aumenta para 2,3-2,8 metros no norte do estreito de Tartary devido à sua forma parecida com um funil. Além da maré, o nível do mar também experimenta variações sazonais, relacionadas com a monção, em todo o mar, com os níveis mais altos sendo observados no verão e os mais baixos no inverno. O vento também pode mudar o nível do mar em 20-25 cm. Por exemplo, ele é maior no verão na costa coreana e mais baixo na costa japonesa.
A água do mar possui uma cor azul ou verde azulada e uma transparência de cerca de 10 metros. Ela é rica em oxigênio dissolvido, em especial nas partes ocidental e setentrional, que são mais frias e possuem mais fitoplâncton que as áreas oriental e meridional. A concentração de oxigênio é de 95% do ponto de saturação na superfície, diminuindo de acordo com a profundidade para cerca de 70% a 3 mil metros.

## Disputa sobre o nome do mar do Japão
O nome do mar marginal do oceano Pacífico ocidental, entendida pelas ilhas japonesas de Hokkaido, Honshu e Kyushu, e ilha de Sakhalin, a leste, e da península da Coreia e Rússia, a oeste, está em disputa. É habitualmente chamado de "mar do Japão", mas a Coreia do Norte e Coreia do Sul preferem o termo "mar do Leste" (português brasileiro) ou "mar Oriental" (português europeu). Recentemente, a controvérsia se transformou em uma guerra cibernética (incluindo na própria Wikipédia) e tensos movimentos diplomáticos entre os Estados Unidos, Japão, as duas Coreias, a Rússia e a China.
Breve resumo das partes
- A Coreia afirma antecedentes históricos para o "mar da Coreia", termo ou "mar do Leste". O mar do Japão é um nome falso dado por invasores militares japoneses por militarismo. Agora o Japão está a fazer todo o possível para tirar de nós o nosso território coreano, a ilha Dokdo. Se continuar se chamando mar do Japão, as pessoas pensarão que como está em seu suposto território Dokdo é terra de Japão. Esta é a estratégia do Japão e obviamente a Coreia não a aceita.
- O Japão protesta que a disputa é simplesmente uma questão de papel que não tem significado real, e que o termo "mar do Japão" já é um padrão estabelecido. Além disso, os organismos internacionais UNCSGN e OHI deram opiniões que suportam a posição japonesa.